# Кукувија
Кукувија (лат. Tyto alba) је врста совe из породице кукувија (лат. Tytonidae). Кукувија је једна од најраспрострањенијих врста сова и једна је од најраспрострањенијих врста птица. Кукувије из комплетног рода Tytonidae се може срести готово било где у свету изузев у поларним и пустињским областима, у Азији северно од Хималаја, већем делу Индонезије и неким пацифичким острвима.
Станиште су јој насељена места, пољопривредни и други отворени терени; углавном се гнезди по објектима које користе људи: шталама, црквама и старим зградама. Кукувија је ноћна птица у већем делу свог ареала, али у Британији и на неким пацифичким острвима лови и дању. Кукувија је специјализована за лов на животиње на земљи, а готово целокупна њена исхрана састоји се од мишоликих глодара, ређе малих птица и инсеката. Плен лоцира по звуку, пошто јој је чуло слуха веома развијено. Кукувија не мења партнера, тако да се једном оформљен пар не раздваја, осим ако једна јединка премине или буде убијена, када друга јединка може формирати нову везу. Размножавање се одвија у различито доба године и зависи од локације, а гнездо садржи у просеку до четири јаја која се полажу у шупље дрво, стару грађевину или у пукотину у литици. Женка сама лежи на јајима, а она и млади птићи се ослањају на мужјака када је реч о храни. Када плена има у изобиљу, популација кукувија се може брзо проширити, а глобално се птица сматра најмање угроженим таксоном. Неке подврсте са ограниченим ареалом распрострањења су угроженије. У Србији ова врста спада у групу строго заштићених врста.

## Таксономија
Кукувија је била једна од неколико врста птица које је тиролски лекар и природњак Ђовани Антонио Скополи први пут описао 1769. године у свом делу "Anni Historico-Naturales". Дао јој је научно име Strix alba. Временом, како је све више врста сова описивано, име рода Strix почело је да се користи само за шумске сове у из породице правих сова Strigidae, а кукувија је постала Tyto alba у породици кукувија Tytonidae. Име на латинском дословно значи „бела сова”, од старогрчке ономатопеје за сову tyto (грч. τυτω) и латинског alba, „бело”. Птица је позната по многим уобичајеним именима која су настала на основу њеног изгледа, дозивања, станишта или њеног језивог, тихог лета: бела сова, сребрна сова, демонска сова, пећинска сова, мајмунска сова, белогруда сова, златна сова, вриштећа сова. Име „златна сова” се такође може односити на сродну златну маскирану кукувију (Tyto aurantia). „Вриштећа сова” посебно у Великој Британији и Индији, односи се на пробојно оглашавање ових птица. Име "вриштеће сове" се такође користи на различиту групу птица из рода Megascops.
Препознају се девет подврста:
| Подврсте                                  | Опис | Распрострањеност |
| ----------------------------------------- | --- | --- |
| Tyto alba alba (Scopoli, 1769)            | Горњи делови тела су сиви и и боје коже. Доњи делови тела су бели, са мало или нимало црних тачака; мужјаци су углавном без икаквих тачака.                                                                                                 | Западна и јужна Европа (укључујући Балеарска острва и Сицилију) до северне Турске; такође западна Канарска острва (Тенерифе, Гран Канарија, Ел Хијеро) и Северна Африка од Марока до Египта (осим Синаја), јужно до северне Мауританије, јужног Алжира, Нигера (масив Аир) и североисточног Судана |
| Tyto alba guttata (C. L. Brehm, 1831)     | Сивља од номиналне подвсте у горњим деловима тела, док су доњи делови боје коже до риђи са тамним шарама, прошаранија него номинална подврста. Лице јој је беличасто. Женке су у просеку црвеније у доњим деловима тела                     | Централна Европа северно до Алпа од Рајне до Летоније, Литваније и Украјине, и јужно до Румуније, североисточне Грчке и јужног Балкана. Преклапа са номиналном подврстом у западном делу њеног ареала распрострањења                                                                               |
| Tyto alba ernesti (Kleinschmidt, 1901)    | Подврста Tyto alba ernesti је окарактерисана тиме што је блеђа одозго и чистије белогруда од номининовне Tyto alba alba | Корзика и Сардинија |
| Tyto alba erlangeri (W. L. Sclater, 1921) | Као и Tyto alba ernesti, подврста Tyto alba erlangeri је такође белогруда, али јој је горњи део тела златнији, мање сив, са окер перјем које је блеђе и пространије, а сиво-пегаве области су смањене и имају мање и уже беле и смеђе мрље. | Крит и мања јужна грчка острва, Кипар, и делимично од Сирије источно до југозападног Ирана и јужно до североисточног Египта (Синај) и јужног Арабијског полуострва |
| Tyto alba schmitzi (Hartert, 1900)        | Подврста са жућкастим грудима, слична Tyto alba gracilirostris по општој обојености, али у просеку светлија доња страна, са мрљама на горњем и доњем делу тела које су у просеку нешто грубље                                               | Мадера и Порто Санто |
| Tyto alba gracilirostris (Hartert, 1905)  | Мала. Слична подврсти schmitzi, али су јој груди тамније, сличније подврсти guttata. Лице је боје коже. | Источна Канарска острва - Фуертевентура, Ланзароте, Лобос, Монтања Клара, Алегранца |
| Tyto alba poensis (Fraser, 1842)          | У поређењу са другим подврстама, Tyto alba poensis је тамнији одозго, златножућкастији и црно-бело прошаран пругама и тачкицама, примарна пера су пругаста, а реп жућкастији                                                                | Африка јужно од јужне ивице Сахаре, укључујући Занзибар и Пембу, и Мадагаскар и Коморска острва |
| Tyto alba detorta (Hartert, 1913)         | Подврста са жућкастим грудима, тамнија него код Tyto alba schmitzi и Tyto alba gracilirostris | Зеленортска острва |
| Tyto alba thomensis (Hartlaub, 1852)      | Подврста Tyto alba thomensis је мања, много тамнија, тамносива одозго са упадљивим малим црним и белим мрљама, а златно-смеђа одоздо | Острво Сао Томе; извештаји са острва Принципе су погрешни |

## Опис
Кукувија је средње велика, бледоплава сова са дугим крилима и кратким, делимично коцкастим репом. Постоји значајна варијација у величини између подврсти, а типичан примерак је дужине од 29-44 центиметра када се посматрају све подврсте. Кукувија има распон крила од 80 до 95 центиметара, са потпуним распоном од 68 до 105 центиметара. Маса тела одраслих такође је променљива. Апсолутни распон тежине за све подврсте ове сове креће се од 187-445 г. у Европи и 266-470 г. у Јужној Африци.
Облик репа је главно средство које се користи за разликовање кукувија од типичних сова када се оне посматрају у ваздуху. Остале карактеристике које издвајају кукувију су таласаст образац летења и висеће, пернате ноге. Бело лице срцастог облика и црне очи дају птици у лету карактеристичан изглед. Кукувија има и карактеристично перје изнад кљуна које донекле подсећа на нос.
Глава и горњи део тела обично варирају између бледосмеђе и сиве (посебно на челу и леђима) код већине подврста. Неке су чистије, богатије смеђом бојом, а све имају ситне, фине, црно-беле мрље, осим на раменима и ретриксу (главни део репног перја), који су светле браон боје са тамнијим тракама. Фацијални диск у облику срца чини радијално распоређено перје које је обично јарке беле боје, али код неких подврста је смеђе. Лево ухо је мало изнад очију у вертикалној равни, док је десно ухо мало испод очију. Оријентација ушног перја у односу на лице такође се разликује између ушију, са разликом од око 15°. Доњи делови тела, укључујући тарзометатарсално перје (доњи део ногу), варирају од беле до црвенкасте боје коже и углавном су или неишарани или имају различит број ситних црносмеђих мрља. Утврђено је да су, барем у континенталној европској популацији, женке са више пега здравије од птица без пега. За европске мужјаке ово не важи, код којих се ниво ишараности разликује у зависности од подврсте. Боја кљуна варира од бледе браон боје до боје тамне коже, што се генерално поклапа са нијансама перја, а дужица је црно-смеђе боје. Стопала, попут кљуна, варирају у боји, крећући се од ружичасте до тамноружичасто-сиве, а канџе су црне.
У просеку унутар било које популације, мужјаци углавном имају мање мрља на доњим деловима тела и блеђе су боје него женке. Женке су такође крупније, док је мужјак обично око 10% лакши. Младунци су прекривени белим паперјем, а срцасти фацијални диск постаје видљив убрзо након излегања.
Упркос широко распрострањеном мишљењу, кукувија не хуче, такву вокализацију имају типичне сове, попут шумске сове (Strix aluco) или других припадница рода Strix. Уместо тога, производи карактеристичан крик, болан за људски слух из непосредне близине. Мужјак током удварања испушта шармантан, пискав цвркут. И младе и одрасле јединке испуштају змијолики сиктај као средство одбране када су узнемирене. Остала оглашавања које испуштају укључују цврчање које означава задовољство и „кии-јак”, који подсећа на једну од вокализација шумске сове. Када је ухваћена или сатерана у ћошак, кукувија се баца на леђа и удара ногама са оштрим канџама. У таквим ситуацијама може да испушта шкрипаве или кликћуће звуке, које вероватно производи кљуном, могуће и језиком.

### Сличне врсте
Филогенетски докази показују да постоје најмање три главне линије врста кукувија - једна у Европи, западној Азији и Африци; друга у југоисточној Азији и Аустралији; и трећа у Америци, а на острвима су и неки веома дивергентни таксони. Сходно томе, неки научници деле кукувије на западну кукувију енгл. Western Barn Owl Tyto alba за групу у Европи, западној Азији и Африци; америчку кукувију енгл. American Barn Owl Tyto furcata за групу у Америци; и источну кукувију енгл. Eastern Barn Owl Tyto javanica за групу у југоисточној Азији и Аустралији. Неки таксономисти су додатно раздвојили групу кукувија, признајући до пет врста, па је због тога потребно обавити даља истраживања како би се разјаснила позиција кукувија. Постоји значајна варијација у величини и боји 27 подврста ових три врста кукувија. У Америци слична је још и пепељаста кукувија (лат. Tyto glaucops) на острву Хиспаниола, која се разликује од кукувије по томе што има много тамније перје и тамније сребрнасто-сиви фацијални диск. Забележено је и неколико погрешних извештаја о кукувији заснованих на младунцима других врста сова, нпр. младим америчким буљинама (лат. Bubo virginianus), које су углавном беличасте, немају очито ушно перје и испуштају промукао, шкрипав дозив.
- Кукувија  Tyto alba guttata Немачка
- Женка кукувије Tyto alba Малта
- Kукувијa Tyto alba Ниндорф, Ханштет, Немачка
- Кукувијa Tyto furcata  Канада
- Кукувија Tyto furcata  Синсинати, Охајо
- Лобања кукувије Tyto alba

## Распрострањеност и станиште
Кукувија је присутна на Британским острвимаа, у Европи од јужне Шпаније до јужне Шведске и источно до крајњег запада Русије, Африка (укључујући Мадагаскар) осим Сахаре и Арабијског полуострва. Подврста Tyto alba poensis је пронађена и на Сејшелским острвима, док је подврста Tyto alba erlangeri луталица у североисточном Ирану, регион Транскаспије.
У континенталној Европи прелази као станарица обично негде између 50 и 100 км, али су забележени и случајеви када су јединке прелазиле и 1.500 км, па су тако птице прстеноване у Холандији проналажене у Шпанији и Украјини.
Кукувија се може пронаћи у великој разноликости станишта у зависности од доступности плена, сезонских промена у умереним регионима и конкуренције других предатора; на вишим географским ширинама, ограничена је озбиљношћу зима. Ретко се јавља северно од подручја са средњом јануарском температуром око или неколико степени испод 0 °C. Првенствено отворена станишта: травњаци, пустиње, мочваре и пољопривредна поља.

## Исхрана
Начин исхране кукувије је доста добро истражен; оно чиме се ова сова храни се може утврдити идентификовањем фрагмената плена у гвалицама који се састоји од несварених делова плена које птица повраћа. Студије исхране рађене су у већем делу ареала распрострањења, а у влажним областима преко 90% плена кукувије чине ситни сисари, док је у врућим и сувим подручјима тај удео нижи и постоји већа разноликост у исхрани, све зависно од тога чега има у обиљу на конкретној локацији. Већина плена су копнене животиње, али се храни и слепим мишевима и птицама, као и гуштерима, водоземцима и инсектима. Чак и када их има у изобиљу и када други плен није толико доступан, кукувија избегава да једе кишне глисте.
У већини Европе, волухарице преовлађују у исхрани, а ровчице су други најчешћи избор хране. Мишеви и пацови су главна храна у области Медитерана. Кукувија се обично специјализованије храни у подручјима са обиљем хране, док је у сушним областима мање пробирљива. На Зеленортским Острвима, гекои су главни део исхране, која се допуњава птицама као што су жалари, муљаче, камењарке, ткаље и зијавци. У Ирској је случајно увођење шумске волухарице током 1950-их довело до великих промена у начину исхране кукувије: тамо где се њихови ареали преклапају, волухарица је сада највећи део исхране.
Кукувија лови тако што лети полако, скенирајући земљу и лебдећи изнад области у којима се налази њен плен. Такође може користити гране, стубове на оградама или друге осматрачнице за скенирање околине. Птица има дугачка, широка крила, што јој омогућава маневрисање и нагло окретање. Ноге и ножни прсти су дугачки и витки, што побољшава њену способност да се храни међу густим лишћем или испод снега и омогућава јој да јако рашири канџе приликом нападања плена. Студије су показале да јединка кукувије може појести једну или више волухарица (или плен еквивалентан њима) током једне ноћи, што је отприлике двадесет и три процента телесне тежине птице. Вишак хране често складишти на местима где одмара и користи је када хране нема у изобиљу.
Мали плен обично кида на комаде и једе у потпуности, укључујући кости и крзно, док плен већи од 100 грама — попут младих зечева и глодара из родова Cryptomys, Fukomys и Otomys обично раскомада и делимично поједе, а нејестиве делове одбаци. Иако се понекад погрешно претпоставља, кукувија не једе домаће животиње било које врсте. Другим врстама плена, изузев глодара, храни се у зависности од регионалне доступности.
Кукувија има веома добар слух, са ушима постављеним асиметрично. Ово побољшава откривање положаја и удаљености звука и кукувији вид уопште није потребан за лов. Фацијални диск игра улогу у овом процесу, на шта указује и чињеница да, када јој се уклони перје са оквира фацијалног диска, птица још увек може да пронађе извор звука по азимуту, али не успева да одреди надморску висину на којој се плен налази. Било ноћу или дању, ова птица може лоцирати свој плен и стропоштати се ка земљи, пробијајући своје канџе кроз снег, траву или грмље како би ухватила мала створења убојитом прецизношћу. У поређењу са другим совама сличне величине, кукувија има много бржи метаболизам, што захтева релативно више хране. Генерално гледано, кукувије конзумирају више глодара које људи често сматрају штеточинама, више него било која друга животиња. Због тога је кукувија једна од економски највреднијих дивљих животиња за пољопривреду. Пољопривредници често сматрају ове сове ефикаснијим од отрова у сузбијању штеточина, па могу подстаћи насељавање кукувија правећи им места за гнежђење.
- Кукувија са пленом у својој кућици
- Кукувија са пленом

## Понашање
Као и већина сова, и кукувија је ноћна врста птице, ослањајући се на свој акутни слух када лови у потпуној тами. Често постаје активна уочи сумрака, а понекад се може приметити током дана, приликом премештања са једног одмаралишта на друго. У Британији, кукувија понекад лови дању. Ова пракса може зависити од тога да ли сову узнемиравају друге птице ако се појави на дневној светлости. Међутим, у Британији неке птице настављају лов током дана чак и када их узнемиравају птице попут свраке, гачца и речног галеба, а овакве диуралне активности се могу догодити када је претходна ноћ била влажна, што је сови отежало лов. Насупрот томе, у јужној Европи кукувија је готово искључиво ноћна птица, а свега по неколико јединки лови у току дана.
Кукувија није нарочито територијална, али има свој простор у оквиру кога лови. За мужјаке у Шкотској овај простор је отприлике пречника један километар око гнезда и просечне је величине око 300 хектара. Територије женки се углавном поклапају са територијама њихових парова. Изван сезоне гнежђења, мужјаци и женке се обично одмарају одвојено, а свако има око три омиљена места на којима се скрива дању и која током ноћи посећује на краће периоде. Места за одмарање укључују рупе у дрвећу, пукотине у литицама, напуштене зграде, димњаке и пластове сeна. Како се сезона гнежђења приближава, птице се полако враћају ближе гнезду, где почињу да одмарају у току дана.
Може се пронаћи и у селу и у граду, на ливадама и у пустињама, мочварама и уопште на свим местима где може да направи гнездо и нађе довољно хране. Кукувија је птица која настањује отворена станишта попут пољопривредних земљишта или пашњака са ретким шумарцима, обично на надморским висинама испод 2.000 м, али повремено и до 3.000 м у тропима, као што је планински ланац Дегуа Тамбијен у Етиопији. Ова сова радије лови уз ивице шума или у обраслим пашњацима. Има бешуман, таласаст лет док облеће изнад земље, ослушкујући звукове које ствара потенцијални плен. Као и већина сова, и кукувија лети тихо; сићушне ресе на летном перју и длакави рубови доњих ивица крила потпомажу смањивање турбуленције и буке која прати лет. Наставци перја који наликују длаци, а који дају перју мекан осећај на додир, умањују и буку произведену током замаха крила. Понашање и еколошке склоности могу се незнатно разликовати чак и код суседних подврста, као што је то случај са европским подврстама Tyto alba guttata и Tyto alba alba која су вероватно еволуирале у алопатричкој глацијалној рефугији у југоисточној Европи, односно Иберији или јужној Француској.

### Митарење
Перје се временом троши и све птице морају да га замене с времена на време. Кукувија је посебно зависна од своје способности да тихо лети и ефикасно маневрише током лета, а у умереним подручјима њено продужено митарење траје кроз три фазе у периоду од две године. Женка почиње да се митари док лежи на јајима и младима, у време када је мужјак храни, тако да не треба много да лети. Прво примарно перје које ће отпасти је централно, број 6, и оно ће поново потпуно израсти до тренутка када женка настави да лови самостално. Примарна пера 4, 5, 7 и 8 отпадају у исто време следеће године, а перје 1, 2, 3, 9 и 10 у трећој години живота одрасле птице. Секундарно и репно перје се губе и замењују током сличног временског оквира, а њихова замена опет почиње док траје инкубација. У случају репа прво се одвајају два крајња пера, а затим два средишња, док се остало репно перје мења следеће године.
У умереним подручјима, мужјак кукувије се митари много касније током године него женка, у време када има доста хране, када је женка почела да лови за себе и када су захтеви младунаца знатно мањи. Мужјаци без женке и породичних обавеза често почињу да губе перје почетком године. Митарење прати сличан пролонгирани образац као и код женке, а први знак да је мужјак почео да се митари је када му на одмаралишту отпадне репно перо. Последица митарења је губитак топлотне изолације. Митарење у областима са топлијом климом може и даље трајати током дужег периода, али обично је концентрисано у одређено доба године ван сезоне размножавања.
- Кукувија у лету
- Кукувија одмара на надгробном споменику, Енглеска
- Гвалице кукувије

## Гнежђење
У Европи кукувија се највише гнезди између марта и јуна, када су температуре у порасту. Тачни датуми полагања јаја разликују се у зависности од године и локације, поклапајући се са количином плена у станишту око места гнежђења и често са фазом циклуса обиља глодара. Повећавање популација глодара обично подстиче локалне кукувије да започну гнежђење; на тај начин, чак и у хладнијим деловима ареала, два легла се често могу отхранити током добре године.
Женка је спремна за гнежђење већ са десет до једанаест месеци старости, мада мужјак понекад чека до следеће године. Кукувије су обично моногамне, тако да остају са својим партнером током целог живота, осим ако једна од јединки из пара не умре. Ван сезоне гнежђења могу се одмарати и проводити време одвојено, али како се сезона гнежђења приближава, они се враћају на устаљено место гнежђења, показујући значајну верност месту гнежђења. У хладнијим деловима света, током лошијег времена и тамо где снабдевање хране током зиме може бити отежано, кукувија се може гнездити и у сеоским зградама и у шталама између бала сена, али тада ризикују да њихову одабрану локацију за гнежђење преузме неко други, тачније нека врста која се раније гнезди. Мужјаци самци могу успоставити територије за храњење, патролирати подручјима у којима лове, повремено се заустављајући и лебдећи на већим висинама где се оглашавају како би привукли партнерку. У случајевима када женка изгуби свог партнера, али задржи место за гнежђење, она обично успева да привуче новог мужјака на то место.
Једном када се веза између пара успостави, мужјак у сумрак изводи кратке летове око места гнежђења и одмарања, а затим прави веће кругове како би успоставио територију. Када му се касније придружи женка, долази до много јурњава, окретања и увијања у лету и честих оглашавања, с тим да је оглашавање мужјака високо и дрхтаво, а женка има нижи и оштрији глас. У каснијим фазама удварања, мужјак се појављује у сумрак, пење се високо у небо, а затим се великом брзином враћа у близину женке. Затим стаје на одмаралиште. У међувремену, женка седи у истакнутом положају и дотерује перје, враћајући се у гнездо минут или два пре него што мужјак дође с храном за њу. Овакво храњење женке од стране мужјака је уобичајено, те помаже у изградњи везе између пара и повећава кондицију женке пре него што започне полагање јаја.
Кукувија за гнежђење преферира шупљине. Зграде бира пре дрвећа у областима са влажнијом климом на Британским острвима јер оне пружају бољу заштиту младунцима од неповољних временских прилика. Ни један материјал за гнежђење се не користи као такав, али како женка седи на јајима, она увлачи суви длакави материјал од кога је сачињен њен пелет, тако да су птићи у тренутку излегања већ окружени „тепихом” уситњеног пелета. Често се друге птице, попут чавки (Corvus monedula), гнезде у истом шупљем дрвету или згради и чини се да складно живе са совама.
Пре него што почне са полагањем јаја, женка проводи пуно времена у близини гнезда и мужјак се у потпуности брине о њој. У међувремену, мужјак одмара и проводи време у близини и лови плен како би нахранио женку. Када женка достигне довољну тежину, мужјак изводни ритуал када показује женки храну и тада долази до копулације у гнезду. Женка полаже јаја наизменично сваког дана, а величина легла износи око пет јаја (распон се креће од два до девет). Јаја су беле боје и донекле елиптична, а инкубација почиње чим женка положи прво јаје. Док она седи на јајима, мужјак непрекидно доноси додатне резерве хране и они се могу нагомилати поред женке. Период инкубације износи око тридесет дана, а излегање се одвија током дужег периода, тако да најмлађи птић може бити неколико недеља млађи од своје најстарије браће. У годинама са обилним залихама хране, успешност гнежђења може износити и до 75%. Мужјак наставља копулацију са женком када доноси храну, због чега су тек излегли птићи рањиви и могу бити повређени у тим ситуацијама.
Младунци су испрва прекривени сивкасто-белим паперјем и брзо се развијају. У року од недељу дана већ могу да подигну главу и да се комешају у гнезду. Женка раздваја храну коју мужјак доноси и дели је птићима. У почетку они испуштају „цвркутаво” оглашавање, али се оно убрзо претвара у „хркање” којим показују глад и траже храну. Са две недеље старости младунци су већ тешки као пола одрасле јединке и изгледају голо јер количина паперја није довољна да покрије њихова растућа тела. Већ са три недеље, перје почиње да се пробија кроз кожу и птићи могу да стоје, испуштајући звукове налик хркању, са подигнутим крилима и машући још увек кратким реповима, молећи тако за храну коју им женка сада даје целу. Мужјак је главни снабдевач храном све док сви младунци не напуне најмање четири недеље, а у то време женка почиње да напушта гнездо и почиње да се одмара негде у близини. До шесте недеље птићи су велики као и одрасли, али тек са девет недеља потпуно оперјавају и почињу да напуштају гнездо. Они су и даље зависни од родитеља, до отприлике тринаест недеља старости, а женка их учи да проналазе и хватају плен.
- Јаје кукувије, колекција у музеју Визбаден, Немачка
- Десет дана стари птић
- Младунче
- Младунци кукувије
- Младунци кукувије непосредно пре оперјавања

## Екологија

### Предатори и паразити
Предатори кукувије укључују орлове, веће соколове и друге сове. Буљина (лат. Bubo bubo) у Европи је истакнути предатор кукувије. У Африци је главни грабљивац афричка буљина (Bubo lacteus). У Европи, иако мање опасни од буљине, главни диурални предатори су обични јастреб (лат. Astur gentilis) и обични мишар (лат. Buteo buteo). Јастреб и буљина су у порасту због веће заштите коју ове птице данас добијају.
Када је узнемирена на свом одмаралишту, љута кукувија спушта главу и лелуја је са стране на страну, или спушта главу и пружa је према напред, а крила опусти док се оглашава и производи клепетаве звукове кљуном. Одбрамбени став укључује и равно лежање на земљи или шћућуривање са раширеним крилима.
Кукувија је домаћин широком спектру паразита. Буве су присутне на месту гнежђења, а птицу нападају и перјане ваши и гњиде које жваћу перје и које се преносе са птице на птицу директним контактом. Муве крвопије као што је Ornithomyia avicularia често су присутне и крећу се међу перјем. Унутрашњи паразити укључују метиље Strigea strigis, пантљичару Paruternia candelabraria, неколико врста паразитских ваљкастих црва и акантоцефале из рода Centrorhynchus. Сова се заражава овим цревним паразитима када се храни инфицираним пленом. Постоје показатељи да женке са већим и бројнијим тачкама по телу имају већу отпорност на спољне паразите. Ово је у корелацији са мањом фабрицијусовом жлездом, органом повезаним са стварањем антитела.

### Животни век
Кукувија показује r-селекцију, што је неуобичајено за такву месождерку средње величине - она производи велики број потомака са великом стопом прираштаја, од којих многи имају релативно малу вероватноћу да преживе до одрасле доби. Иако је, сходно томе, животни век дивљих јединки кратак, стварна дуговечност врсте је много већа - јединке у заточеништву могу достићи старост од 20 и више година. Но, повремено и дивље јединке достигну већу старост. Рекордна старост за дивљу кукувију у Холандији је јединка стара 17 година и 10 месеци. Најстарија позната јединка кукувије у даљини доживела је старост од 34 године. Једна кукувија у заточеништву у Енглеској живела је преко 25 година. Узимајући у обзир тако екстремно дуговечне јединке, просечни животни век кукувије је око четири године, а статистички 2/3 до 3/4 свих одраслих јединки преживи од једне године до друге. Међутим, смртност није равномерно распоређена током животног века птице, тако да само једно од троје младунаца успева да доживи полну зрелост и први покушај размножавања. Стопа морталитета може бити висока и до 75% током прве године живота. У Швајцарској је стопа смртности током прве године 64%, у другој 54%, док је у трећој години 39%. У Немачкој стопа морталитета износи и до 82%.
Најзначајнији узрок смрти у умереним подручјима вероватно је гладовање, посебно током јесењег и зимског периода када младе птице млађе од годину дана још усавршавају своје ловачке вештине. У северним и планинским пределима постоји одређена повезаност између смртности старијих птица и неповољних временских прилика, дубоког снега и дуготрајних ниских температура. Судар са возилима на путу је још један узрок смртности, а до тога може доћи када се птице хране у близини путева. Неке од ових птица су у лошем здравственом стању и мање су способне да избегну возила него што би то успеле здравије и окретније јединке. На неким локацијама стопа смртности на путевима може бити посебно висока, поготово на путевима са великим просечним годишњим дневним саобраћајем, као и на путевима поред којих је ниска трава уместо жбуња и око којих је бројност сисара велика. Историјски гледано, многи смртни случајеви проузроковани су употребом пестицида, а то је можда још увек случај у неким деловима света. Судари са далеководима такође могу бити узрок смрти, као и убијање од стране човека, посебно на Медитерану.

## Статус
Кукувија је релативно честа у већем делу свог ареала и не сматра се глобално угроженом врстом. Од свих птица грабљивица, укључујући и несродне групе као што су орлови, јастребови и соколови, ако се посматра као једна глобална врста, кукувија је друга најраспрострањенија птица, а испред ње је само сиви соко (и можда има други највећи природни ареал распрострањења међу копненим птицама, такође после сивог сокола) и има већи ареал од такође такорећи космополитског орла рибара. Локално постоје озбиљни падови у бројности због тровања органохлорином средином 20. века и родентицидима крајем 20. века утицали су на неке популације, посебно у Европи. Интензивирање пољопривреде често значи да се губе необрађени и зарасли пашњаци који пружају најбоље станиште за трагање за храном. Иако се кукувије брзо размножавају и способне су да се опораве од краткорочног смањења популације, у неким областима их има мање него што их је било. Истраживање спроведено од 1995. до 1997. године довело је до закључка да у Британији има између 3.000 и 5.000 гнездећих парова, а у целој Европи око 150.000 парова.
На шпанском острву Лансароте изгледа да нешто већи број ових птица и даље постоји, али свеукупно је та подврста прилично ретка: вероватно је остало мање од триста, можда и мање од двеста јединки. Слично томе, птице на западним Канарским острвима које се обично сврставају у номиналну подврсту знатно су опале у бројности и још увек је значајно уништавање њиховог станишта. На Тенерифама их наизглед има релативно много, али на осталим острвима ситуација је лоша, као на пример на Фуертевентури. Због њиховог сврставања у номиналну подврсту, која је честа у континенталној Шпанији, популација на западним Канарским острвима није класификована као угрожена. Канарска кукувија је нарочито у опасности, а већ 1975. године је лов локалног становништва ограничио популацију кукувија на Фуертевентури, где је остало само неколико десетина парова.
У неким областима, фактор лимита броја кукувија може бити недостатак погодних места за гнежђење. Кутије за гнежђење популарне су међу заштитницима ових сова, који мотивишу пољопривреднике и власнике земљишта да их поставе како би користили кукувије као природне сузбијаче глодара.

## У култури
Уобичајена имена за кукувију попут „демонска сова”, „сова смрти” или „дух сова” показују да, традиционално, рурално становништво на многим местима сматра да су кукувије птице које доносе злу срећу. У Србији се верује да кукувија због карактеристичног звука који испушта прориче болест или смрт. Кукувија не хуче, већ испушта шкрипутави врисак и сиктај, а њено бело лице и бело перје на стомаку, видљиво док лети на небу, чини је да изгледа „сабласно”.
- Хијеронимус Бош, Мађионичар; кукувија се налази у мађионичаревој корпи
- Кукувија на поштанској маркици Совјетског Савеза из 1979. године
- Кукувија на новчићу од 5 литванских литаса (2002)
- Кукувија (лево) и утина (десно) на поштанској маркици Украјине из 2003. године

## Кутије за гнездо
Постављање кутија за гнежђење испод стреха зграда и на другим локацијама може бити веома успешна метода за повећање локалних популација, пошто број парова кукувија зависи од хране или места за гнежђење.
Кутије за гнежђење користе се првенствено када је популација у опадању, иако за то може постојати више узрока. Међу њима су и доступност природних места за гнежђење. Рани успеси конзерватора довели су до широке примене ове методе која је постала најкоришћенији облик управљања бројношћу популација. Кукувија радо прихвата ова гнезда и понекад више преферира њих од природних локација, када су доступне.

### Надзор
Кутије за гнездо се такође могу користити и као уређаји за надзор животиња. Надгледање животиња може довести до нових научних открића. На пример, биолози и инжењери могу да раде на техникама и уређајима за надгледање кукувија, док социјални научници документују праксе које доводе до тога да људи посматрају животињу. Иако је исхрана кукувије добро проучена, друга подручја попут репродуктивног успеха нису најбоље позната, премда кутије за гнезда пружају директан физички приступ локацији размножавања и узгоја младих.
У Швајцарској, истраживачка група има за циљ да инсталира RFID читаче на кутије за гнезда, омогућавајући им на тај начин праћење померања сове од гнезда до гнезда. Информације о понашању сова пре гнежђења могу се добити помоћу надгледања.
У Великој Британији, Светски фонд сова промовише „Шему кутија за гнездо за кукувије” и има много учесника у локалним областима, попут Сомерсета, где је веб-камера постављена унутар кутије за гнездо у којој је 7 младих одгојено током 2014. године. Маја 2012. године откривено је да су пољопривредници у Израелу и Јордану током десет година замењивали пестициде кукувијама у заједничком конзервативном подухвату под називом „Пројекат кукувија”.

### Алтернативна техника контроле глодара
У неким пројектима је употреба родентицида за сузбијање штеточина замењена уградњом кутија за гнездо за кукувије. Показало се да је употреба ових кутија јефтинија од традиционалне контроле родентицидима.
У Израелу је прва употреба за контролу штеточина била 1983. године у Кибуц Сде Елијаху, где су пестициди постали опасност по здравље локалног становништва. Локални пољопривредник потражио је алтернативу коју је пронашао у постављању гнезда.